# Pop Mart

Pop Mart-Logo

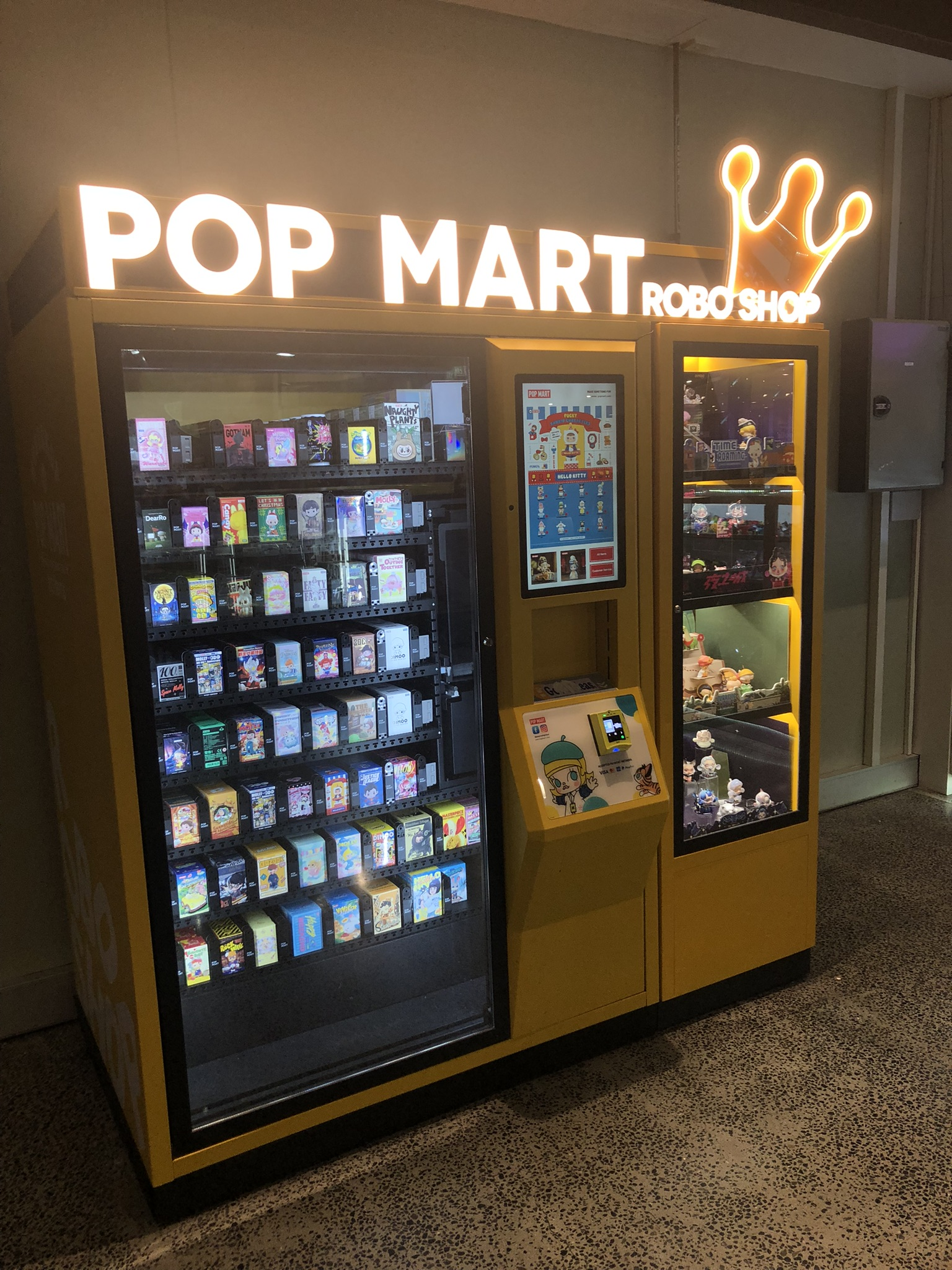
Pop Mart Automat in Melbourne, Victoria (2023)

Pop Mart ist ein chinesischer Spielzeughersteller mit Sitz in Peking. Das Unternehmen ist dafür bekannt, Sammelstücke zu verkaufen, oft sogenannte „Blind-Boxes“, deren genauer Inhalt erst nach dem Kauf sichtbar ist. Das Unternehmen bietet Spielzeuge seiner eigenen Marken, wie beispielsweise Labubu, Pucky, Molly, Skullpanda und andere, manchmal in Zusammenarbeit mit Co-Branding-Aktionen an, beispielsweise mit Disney, den Powerpuff Girls oder Harry Potter.